# Product manager
Il product manager è una figura professionale responsabile per la strategia e sviluppo di un prodotto per un'organizzazione, pratica che prende il nome di product management. Il product manager è il principale responsabile del prodotto (fisico o digitale), che include strategia, pianificazione, sviluppo e lancio del prodotto.
Il product manager si differenzia dal project manager in quanto il product manager gestisce la strategia e ha la responsabilità di guidare lo sviluppo del prodotto, mentre il project manager è responsabile di pianificare e supervisionare l’esecuzione del piano.
La figura del product manager fu introdotta per la prima volta dalla Procter & Gamble nel 1928.

## Descrizione
La figura del product manager nasce quando il vertice organizzativo è troppo appesantito dalle incombenze coordinative e rischia di scostarsi dagli obiettivi principali dell'organizzazione aziendale.
Con l'inserimento del product manager si ottengono risultati positivi in quanto:
- si mantengono le caratteristiche tipiche della struttura gerarchico-funzionale (specializzazione delle funzioni, linea gerarchica verticale ben definita, eccetera)
- si riesce a gestire in modo più efficiente altre dimensioni rilevanti (come quella della commercializzazione dei prodotti)

Il product manager può essere collocato alle dipendenze:
- della direzione generale: in questo caso ha il compito di pianificare obiettivi e strategie necessarie per la commercializzazione del prodotto, e in seguito commercializzare il prodotto stesso; solitamente la sua retribuzione è proporzionale ai risultati ottenuti dalla commercializzazione
- della direzione marketing/commerciale: in questo secondo caso, in cui il livello di responsabilità è sicuramente minore, il product manager coordina le varie funzioni aziendali che concorrono alla realizzazione del prodotto ma non si occupa, tuttavia, della commercializzazione dei prodotti.
- della direzione tecnica: in seguito all'evoluzione di prodotti digitali negli ultimi anni il product management è andato a fare parte del team di sviluppo
- della direzione di prodotto: sempre più aziende stanno creando una divisione specifica per product management, a capo di cui si trova il CPO (Chief Product Officer) che risponde direttamente all'amministratore delegato

Il ruolo del product manager si basa su una profonda conoscenza del mercato e del consumatore dei prodotti di cui si occupa.
Il product manager non ha necessariamente autorità gerarchica all'interno dell'organizzazione, il suo ruolo è un esempio tipico di autorità basata sulla competenza.

### Product Manager: i famosi
A causa delle ampie responsabilità, la gestione del prodotto è spesso vista come preparazione per ruoli di leadership di livello dirigenziale nelle aziende tecnologiche. Tra le persone degne di nota che hanno ricoperto il ruolo di product manager vi sono Sundar Pichai (CEO di Google), Marissa Mayer (ex CEO di Yahoo!), Premal Shah (presidente di Kiva.org), Reid Hoffman (fondatore di LinkedIn) e Kevin Systrom (fondatore di Instagram).